# IC 2444
IC 2444 — галактика типу SB0-a (компактна витягнута галактика) у сузір'ї Рак.
Цей об'єкт міститься в оригінальній редакції індексного каталогу.